# Вебр, Лудвик
Лудвик Вебр (чеш. Ludvík Vébr; род. 20 апреля 1960, Прага) — чехословацкий гребной рулевой, выступавший за сборную Чехословакии по академической гребле в середине 1970-х годов. Бронзовый призёр летних Олимпийских игр в Монреале, победитель и призёр первенств национального значения.

## Биография
Лудвик Вебр родился 20 апреля 1960 года в Праге.
Наивысшего успеха в своей спортивной карьере добился в сезоне 1976 года, когда вошёл в состав чешской национальной сборной и благодаря череде удачных выступлений удостоился права защищать честь страны на летних Олимпийских играх в Монреале — будучи рулевым в двухместном экипаже, куда также вошли братья Олдржих и Павел Свояновские, благополучно преодолел предварительный квалификационный этап и стадию полуфиналов, тогда как в решающем финальном заезде финишировал третьим позади команд из Восточной Германии и Советского Союза — тем самым завоевал бронзовую олимпийскую медаль.
Помимо академической гребли Вебр проявил себя в дорожном строительстве, в течение многих лет работал преподавателем в Чешском техническом университете в Праге. Доцент. Автор нескольких чешских дорожных стандартов и технических условий.